# Бенджамін Стоддерт
Бенджамін Стоддерт (англ. Benjamin Stoddert; 1751, Чарлз — 18 січня 1813, Блейденсбург) — американський політик і адвокат, 1-й міністр військово-морських сил США.

## Біографія
Народився в сім'ї капітана Томаса Стоддерта. Здобув освіту в Пенсильванському університеті, а потім працював торговцем. Служив капітаном у кавалерії Пенсільванії, а потім став секретарем Континентальної військової ради під час американської війни за незалежність. Під час війни він був серйозно поранений 11 вересня 1777 року в битві при Брендівайн і був звільнений від активної військової служби.
У 1781 році одружився з Ребекою Лаундес (англ. Rebecca Lowndes), дочкою торговця з Меріленда. У пари було вісім дітей. Вони проживали в будинку свого тестя в Боствік, розташованому в Бладенсбурге, штат Меріленд.
У 1783 році Стоддерт заснував експортний бізнес з виробництва тютюну в Джорджтауні.
Після того, як Джордж Вашингтон був обраний президентом, він попросив Стоддерта придбати ключові земельні ділянки в районі, який стане новою столицею країни, перш ніж офіційне рішення про створення федерального міста на берегах Потомаку підніме там ціни. Потім Стоддерт передав придбані ділянки землі уряду. Протягом 1790-х років він також допоміг Банку Колумбії здійснити покупки землі в окрузі Колумбія для федерального уряду.
У травні 1798 року президент Джон Адамс призначив Стоддерта, лояльного федераліста, наглядати за новоствореним Міністерствои військово-морських сил США. Як перший секретар ВМФ, Стоддерт незабаром виявив, що має справу з неоголошеною морською війною проти Франції, яка відома як Квазі-війна. Стоддерт зрозумів, що у військово-морському флоті занадто мало військових кораблів, щоб захищати інтереси США на морі або патрулювати північноамериканське узбережжі. Також він прийшов до висновку, що найкращий спосіб перемогти французьку кампанію проти американського судноплавства — це наступальні операції в Карибському басейні, де базуються більшість французьких крейсерів. Американські успіхи під час конфлікту були пов'язані з поєднанням адміністративного досвіду Стоддерта по розгортанню його обмежених сил і ініціативою його морських офіцерів. Під керівництвом Стоддерта відновлений Військово-морський флот Сполучених Штатів виправдав себе і домігся своєї мети — захистити американську торгівлю.
Стоддерт займався не тільки щоденним управлінням і операціями військово-морського флоту, а й майбутнім флоту. Він заснував перші шість військово-морських верфей і виступав за будівництво дванадцяти 74-гарматних лінійних кораблів. Конгрес спочатку схвалив будівництво цих кораблів в 1799 році, і проєкт був підготовлений Джошуа Хамфрі, який підготував також початкові проекти для 44-гарматних фрегатів 1797 року і пиломатеріали, зібрані для нових ВМФ.
Однак після підписання мирної угоди з Францією чисельність військово-морського флоту і кількість діючих судів були скорочені. Адміністрація Джефферсона зменшила чисельність активних судів до трьох фрегатів (дванадцять були побудовані між 1797 і 1800 роками), а також продала або використовувала зібрані запаси у флотських доках для будівництва канонерських човнів. Ця політика не дозволила Сполученим Штатам відреагувати на більш пізні загрози з боку берберських піратів і не змогла запобігти війні з Англією в 1812 році.
Стоддерт створив бібліотеку ВМФ відповідно до інструкцій, отриманих від президента Адамса в листі від 31 березня 1800 року.
Він залишив посаду в березні 1801, щоб повернутися до комерційної діяльності. В останні роки життя статки Стоддерта серйозно знизилася, оскільки він багато втратив на земельних спекуляціях, а Джорджтаун перестав бути комерційним центром. У той же час ембарго і Війна 1812 року серйозно підірвали американську торгівлю за кордоном.
На честь Бенджаміна Стоддерта були названі два есмінця ВМС США, а також кілька шкіл.